# دنیل رابینز
دنیل رابینز (به انگلیسی: Daniel Robbins) شهروند امریکایی زاده شده در مونترآل کبک است. وی یک برنامه‌نویس کامپیوتر و مشاور است که شهرتش به پایه‌گذاری توزیع جنتو لینوکس برمی‌گردد. او در حال حاضر در آلبوکرکی نیومکزیکو زندگی می‌کند. وی مدیر عامل مؤسسهٔ فناوری‌های جنتو، مدیر معمار ارشد پروژهٔ جنتو، و مشارکت‌کننده در نوشتن چندین کتاب از انتشارات مک‌میلان از جمله Caldera OpenLinux Unleashed, SuSE Linux Unleashed و Samba Unleashed بوده‌است.
دنیل از سال دوم تحصیل خود با رایانه‌ها سروکار داشت، یعنی زمانی که برای اولین با با زبان برنامه‌نویسی لوگو آشنا شد.
همسر دنیل، ماری و دخترش هاداسا (به انگلیسی: Hadassah) نام دارند.

## شکل‌گیری ایدهٔ ساخت یک سیستم عامل تازه
زمانی که دنیل در دانشگاه نیو مکزیکو به عنوان مدیر سیستم مشغول به کار بود، تصمیم می‌گیرد روی یک سرور پنتیوم ۱۶۶ دبیان نصب کند. مدتی طول می‌کشد تا با زیر و بم این سیستم آشنا شود. در این بین او زبان برنامه‌نویسی پایتون را نیز می‌آموزد، یک شبکهٔ اینترانت سازمانی راه‌اندازی می‌کند، توزیع‌های مختلف لینوکس را روی سیستم خانگی‌اش آزمایش می‌نماید و نهایتاً توزیع استمپید لینوکس (به انگلیسی: Stampede Linux) را توزیع مناسبی می‌یابد،
اما همچنان چشم به راه توزیع‌ای ایده‌آل می‌ماند. این انتظار موجب پرورش ایدهٔ هک و بهبود لینوکس در ذهن می‌شود.
اشتیاق به حل مشکلات دیگران دنیل را مدت زیادی در کانال‌های آی‌آرسی استمپید مشغول می‌کند. در حالی که مدت‌ها از وقت خود را صرف آموزش مسائل ابتدایی به تازه‌واردان می‌کرد، رفته رفته به دانش خودش نیز افزوده می‌شد و در عین حال به عنوان یکی از کسانی که توانایی مشارکت در گسترش استمپید را دارد مطرح گشت. چیزی نگذشت که یکی از اعضای رسمی گسترش‌دهندگان استمپید شد و شروع به کار روی قالب بسته‌بندی .slp کرد که نارسایی‌های بزرگی داشت و توانست slpv6 را با استفاده از پایتون کدنویسی کند که از مزایای زیادی برخوردار بود. همه چیز خوب پیش می‌رفت تا اینکه بین گسترش دهندگان استمپید بر سر گسترش slpv6 اختلاف نظر پیدا می‌شود. با وجود اینکه نظر او مورد پذیرش گسترش‌دهندگان ارشد قرار می‌گرد، اما بحث‌های درگرفته گسترش استمپید را برای او تبدیل به خاطره‌ای تلخ می‌کند، خاطره‌ای که طی آن به این نتیجه می‌رسد که مدیریت پروژه را باید به کدنویسان محدود کرد و دیگران نباید در مدیریت پروژه خللی وارد کنند.
اما گسترش‌دهندگان ارشد استمپید چندان این مورد را رعایت نمی‌کردند. این شد که دنیل از گسترش استمپید کناره گرفت و به جای تلف کردن وقتش برای دفاع از هدف خود در برابر کسانی که در پی بهانه‌جویی و قدرت بودند، شروع به کشیدن نقشه‌هایی برای گسترش یک توزیع جدید نمود.

### هدف سیستم عامل تازه
یکی از چیزهایی که دنیل را به جنتو علاقه‌مند کرده بود، عملکرد خوب آن بود که این را مدیون کامپایلر pgcc بهینه‌شده برای پنتیوم بود؛ بنابراین تصمیم گرفت در توزیع جدید خود روی کارایی سیستم تمرکز کند. به غیر کاهش مصرف سی‌پی‌یو، کاهش مصرف رم نیز مد نظر بود. اغلب توزیع‌های آن زمان از دیمون‌های پیش‌فرض زیادی استفاده می‌کردند* که پس از بارگذاری آن‌ها حتی بارگذاری برنامه‌های ساده نیز با مشکل رو به رو می‌شد؛ بنابراین با هدف داشتن سیستم عاملی سبک اما قدرتمند، تمرکز اصلی روی بهره‌گیری کامل از سخت‌افزار بنا نهاده شد.

## ساخت ایناچ
اولین مشکلی در راه گسترش سیستم عامل جدید وجود داشت کمبود برنامه‌نویس برای توسعهٔ آن بود. دنیل که به تنهایی آغاز به گسترش توزیع جدید خودش کرده بود برای غلبه بر این مشکل به خودکارسازی کارهای تکراری می‌پردازد و سعی می‌کند مسئولیت انجام کارهای تکراری را به رایانه بسپارد. اما این کافی نبود. برای تولید یک توزیع تازه، نیاز به یک سیستم کامل طراحی بود.
دنیل سیستم گسترش خود را ایبیلد (به انگلیسی: ebuild) نام نهاد و شروع به کار کرد. ایبیلد می‌توانست همهٔ باینری‌های توزیع را به صورت خودکار بسازد و همهٔ مراحل کار از جمله باز کردن بسته‌ها، پتچ کردن کد منبع، کامپایل، نصب و بسته‌بندیشان را خودکار انجام دهد.
وی موفق شد در عرض چند ماه یک سیستم عامل مستقل ایجاد کند که نام آن را ایناچ (به انگلیسی: Enoch) گذاشت. پس از معرفی ایناچ در کانال‌های آی‌آرسی تقریباً ده گسترش‌دهنده در یک گروه گرد هم آمدند و روز به روز آن را کاراتر و حرفه‌ای‌تر کردند.

## نام‌گذاری جنتو و مهاجرت به فری‌بی‌اس‌دی
پس از آنکه ایناچ به اندازهٔ کافی آب‌بندی شد و چندین نسخه از آن انتشار یافت تصمیم گرفته شد که نام آن به جنتو لینوکس تغییر پیدا کند. در همین زمان بود که دنیل سخت‌افزار رایانهٔ خانگیش را ارتقا داد، اما متوجه شد که سخت‌افزار جدید با سیستم‌عاملش مشکل دارد که باعث می‌شود هنگامی که سیستم مدتی بیکار بماند قفل شود. این مشکل سخت‌افزاری در سیستم دانیل، گسترش جنتو را متوقف کرد و او که توان مالی خرید سخت‌افزار جدید را نداشت، روز به روز از لینوکس ناامیدتر می‌شد تا اینکه تصمیم گرفت به فری‌بی‌اس‌دی (به انگلیسی: FreeBSD) روی آورد. به گفتهٔ خودش چندین ماه حتی طرف لینوکس هم نرفت و سعی کرد با سیستم عامل بی‌اس‌دی بیشتر آشنا شود.

## تجربهٔ بی‌اس‌دی
دانیل تجربهٔ خوبی با فری‌بی‌اس‌دی داشت. از نظر او فری‌بی‌اس‌دی همواره و در همهٔ بخش‌ها به خوبی بهینه شده بود، چیزی که در دنیای لینوکس تقریباً پیدا نمی‌شد. او همچنین به روش مستندسازی کامل فری‌بی‌اس‌دی بسیار علاقه‌مند شد.
آنچه که بیشتر از همه نظرش را جلب کرد سیستم پورتز (به انگلیسی: ports system) فری‌بی‌اس‌دی بود، فناوری‌ای که برای ارتقا و به‌روزرسانی سیستم به کار می‌رفت. بر خلاف لینوکس، پورتز از بسته‌های باینری استفاده نمی‌کرد، بلکه به جای آن همه چیز را از روی کد منبعش کامپایل می‌نمود.

### مزایا و معایب فری‌بی‌اس‌دی از نگاه دانیل رابینز
از نظر دانیل، بسیاری از تفاوت‌های بین فری‌بی‌اس‌دی و لینوکس از یک نقطه سرچشمه می‌گرفت و آن چیزی نبود جز روش گسترش آنها. گسترش لینوکس بسیار نامتمرکز بود و تکه‌های مختلف نرم‌افزار پس از جمع‌آوری در یک نسخهٔ جدید انتشار می‌یافتند در حالی که در فری‌بی‌اس‌دی (یا بی‌اس‌دی‌های دیگر مثل اپن‌بی‌اس‌دی و نت‌بی‌اس‌دی) همه چیز متمرکز بود به منابع اصلی اضافه می‌شد. نتیجه اینکه در فری‌بی‌اس‌دی (بر خلاف لینوکس) مجبور نمی‌شدید همه چیز را باهم پتچ کنید.
هرچند سرورهای بی‌اس‌دی تا قبل از آن زمان حرف اول را می‌زدند (FreeBSD از Linux 2.2 در مدیریت بسته‌های TCP/IP بهتر عمل می‌کرد، اما از نسخهٔ ۲٫۲ به بعد لینوکس از فری‌بی‌اس‌دی پیشی گرفت) اما در دنیای رایانه‌های رومیزی، پشتیبانی لینوکس بهتر بود، تقریباً همهٔ پیشرفت‌های میزهای کار ابتدا در لینوکس رخ می‌داد تا در بی‌اس‌دی.
چیز دیگری که دانیل را به لینوکس متمایل می‌کرد سیستم‌فایل یواف‌اس فری‌بی‌اس‌دی بود که هرچند از ext2 لینوکس قابل اعتمادتر بود اما بسیار کند عمل می‌کرد و حتی با برخی به‌روزرسانی‌های نرم‌افزاری هم به سختی به ext2 می‌رسید. اما با آمدن لینوکس ۲٫۴ و سیستم‌فایل ReiserFS, ext3، JFS و XFS لینوکس کاملاً پیشی گرفت.

## بازگشت به جنتو
پس از چند ماه رابینز به جنتو بازگشت. پیشرفت‌های لینوکس از نسخهٔ ۲٫۰ تا ۲٫۴ او را به آیندهٔ لینوکس کاملاً امیدوار کرد. او با کمک دوستش Achim گسترش جنتو را ادامه داد و از ایده‌هایی که هنگام کار با بی‌اس‌دی به دست آورده بود نیز استفاده کرد. در نسخهٔ بعدی جنتو او سیستم پرتز را به آنچه در فری‌بی‌اس‌دی دیده بود نزدیک کرد که نتیجهٔ امروزی آن پورتیج است. به گفتهٔ خودش پورتیج قلب جنتو لینوکس امروزیست، که چیزی بیشتر از یک مدیر بسته یا ابزار ساخت است، بلکه بوسیلهٔ آن می‌توان کل سیستم را از نو و از روی کد منبع کامپایل نمود.